# Leichtathletik-Europameisterschaften 2012/4 × 400 m der Männer

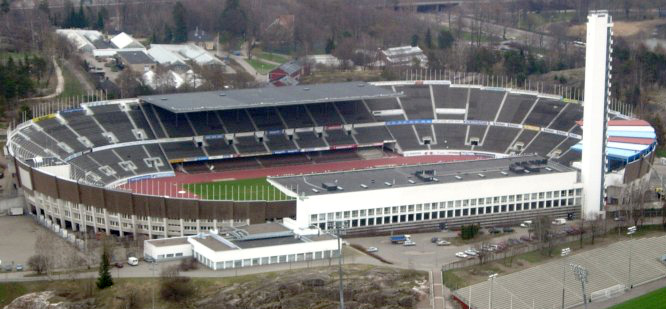
Das Olympiastadion Olympiastadion Helsinki im Jahr 2005

Die 4-mal-400-Meter-Staffel der Männer bei den Leichtathletik-Europameisterschaften 2012 wurde am 30. Juni und 1. Juli 2012 im Estadi Olímpic Lluís Companys der finnischen Hauptstadt Helsinki ausgetragen.
Europameister wurde Belgien in der Besetzung Antoine Gillet, Jonathan Borlée (Finale), Jente Bouckaert und Kevin Borlée sowie dem im Vorlauf außerdem eingesetzten Nils Duerinck.
Den zweiten Platz belegte Großbritannien mit Nigel Levine, Conrad Williams, Robert Tobin (Finale) und Richard Buck (Finale) sowie den im Vorlauf außerdem eingesetzten Luke Lennon-Ford und Michael Bingham.
Bronze ging an Deutschland in der Besetzung Jonas Plass, Kamghe Gaba, Eric Krüger (Finale) und Thomas Schneider sowie dem im Vorlauf außerdem eingesetzten Niklas Zender.
Auch die nur im Vorlauf eingesetzten Läufer erhielten entsprechendes Edelmetall.

## Rekorde

### Bestehende Rekorde
| Weltrekord           | 2:54,29 min | USA (Andrew Valmon, Quincy Watts, Harry Reynolds, Michael Johnson)       | WM Stuttgart, Deutschland | 22. August 1993   |
| Europarekord         | 2:56,60 min | Großbritannien (Iwan Thomas, Jamie Baulch, Mark Richardson, Roger Black) | OS Atlanta, USA           | 3. August 1996    |
| Meisterschaftsrekord | 2:58,22 min | Großbritannien (Paul Sanders, Kriss Akabusi, John Regis und Roger Black) | EM Split, Jugoslawien     | 1. September 1990 |

Der bestehende EM-Rekord wurde bei diesen Europameisterschaften nicht erreicht. Die schnellste Zeit erzielte Europameister Belgien mit 3:01,09 min, womit das Quartett 2,87 s über dem Rekord blieb. Zum Europarekord fehlten 4,49 s, zum Weltrekord 6,80 s.

### Rekordverbesserung
Es wurde ein neuer Landesrekord aufgestellt:
3:02,72 min – Tschechien (Daniel Němeček, Pavel Maslák, Josef Prorok, Jakub Holuša), Finale am 1. Juli

## Legende
Kurze Übersicht zur Bedeutung der Symbolik – so üblicherweise auch in sonstigen Veröffentlichungen verwendet:
| NR  | Nationaler Rekord |
| DSQ | disqualifiziert   |

## Vorrunde
30. Juni 2012, 13:05 Uhr
Die Vorrunde wurde in zwei Läufen durchgeführt. Die ersten drei Staffeln pro Lauf – hellblau unterlegt – sowie die darüber hinaus zwei zeitschnellsten Teams – hellgrün unterlegt – qualifizierten sich für das Finale.

### Vorlauf 1
| Platz | Staffel        | Besetzung                                                                          | Zeit (min) |
| ----- | -------------- | ---------------------------------------------------------------------------------- | ---------- |
| 1     | Großbritannien | Luke Lennon-Ford (Vorlauf) Michael Bingham (Vorlauf) Conrad Williams Nigel Levine  | 3:05,50    |
| 2     | Polen          | Kamil Budziejewski (Vorlauf) Jan Ciepiela Michał Pietrzak (Vorlauf) Piotr Wiaderek | 3:05,69    |
| 3     | Deutschland    | Jonas Plass Kamghe Gaba Niklas Zender (Vorlauf) Thomas Schneider                   | 3:05,71    |
| 4     | Frankreich     | Teddy Atine-Venel Naman Keïta (Vorlauf) Marc Macédot Mame-Ibra Anne (Vorlauf)      | 3:06,44    |
| 5     | Italien        | Lorenzo Valentini Isalbet Juarez Andrea Barberi Claudio Licciardello               | 3:08,78    |
| 6     | Russland       | Yegor Kibakin Alexej Kenig Maxim Alexandrenko Nikita Uglow                         | 3:09,94    |
| 7     | Türkei         | Mehmet Güzel Halit Kılıç Buğrahan Kocabeyoğlu Yavuz Can                            | 3:11,44    |
| DSQ   | Irland         | Brian Murphy David Gillick Tim Crowe Jason Harvey                                  |            |

### Vorlauf 2
| Platz | Staffel     | Besetzung                                                              | Zeit (min) |
| ----- | ----------- | ---------------------------------------------------------------------- | ---------- |
| 1     | Belgien     | Nils Duerinck (Vorlauf) Antoine Gillet Jente Bouckaert Kevin Borlée    | 3:05,29    |
| 2     | Tschechien  | Daniel Němeček Pavel Maslák Josef Prorok Jakub Holuša                  | 3:05,41    |
| 3     | Ukraine     | Myhaylo Knysh (Vorlauf) Oleksij Rjemjen Jewhen Huzol Wolodymyr Burakow | 3:06,12    |
| 4     | Niederlande | Joeri Moerman Bram Peters Dennis Spillekom Youssef el Rhalfioui        | 3:06,15    |
| 5     | Spanien     | Roberto Briones Mark Ujakpor David Testa Samuel García                 | 3:09,11    |
| 6     | Finnland    | Petteri Monni Ville Wendelin Oskari Mörö Jani Koskela                  | 3:10,26    |
| 7     | Ungarn      | Tibor Kása Zoltán Kovács Dávid Bartha Máté Lukács                      | 3:11,79    |

## Finale

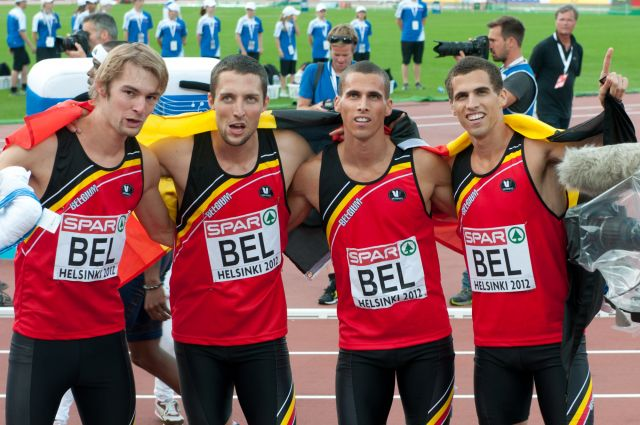
Die belgische Siegerstaffel

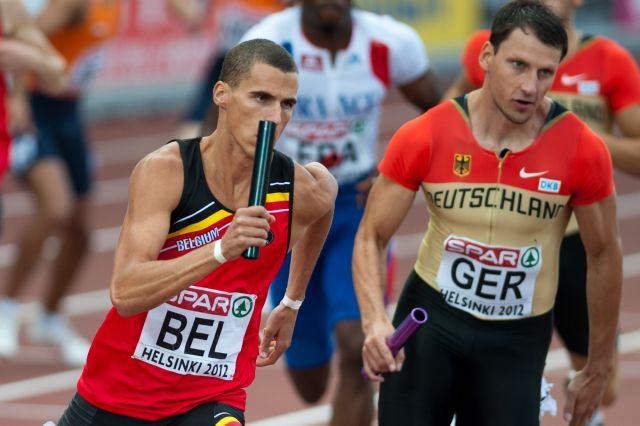
Kevin Borlée (links) und Thomas Schneider kurz nach dem letzten Wechsel

1. Juli 2012, 19:45 Uhr
| Platz | Staffel        | Besetzung | Zeit (min) |
| ----- | -------------- | --- | ---------- |
| 1     | Belgien        | Antoine Gillet Jonathan Borlée (Finale) Jente Bouckaert Kevin Borlée im Vorlauf außerdem: Nils Duerinck                                   | 3:01,09    |
| 2     | Großbritannien | Nigel Levine Conrad Williams Robert Tobin (Finale) Richard Buck (Finale) im Vorlauf außerdem: Luke Lennon-Ford Michael Bingham            | 3:01,56    |
| 3     | Deutschland    | Jonas Plass Kamghe Gaba Eric Krüger (Finale) Thomas Schneider im Vorlauf außerdem: Niklas Zender                                          | 3:01,77    |
| 4     | Polen          | Piotr Wiaderek Jan Ciepiela Marcin Marciniszyn (Finale) Kacper Kozłowski (Finale) im Vorlauf außerdem: Kamil Budziejewski Michał Pietrzak | 3:02,37    |
| 5     | Tschechien     | Daniel Němeček Pavel Maslák Josef Prorok Jakub Holuša                                                                                     | 3:02,72 NR |
| 6     | Frankreich     | Teddy Atine-Venel Toumane Coulibaly (Finale) Marc Macédot Yannick Fonsat (Finale) im Vorlauf außerdem: Naman Keïta Mame-Ibra Anne         | 3:03,04    |
| 7     | Ukraine        | Oleksij Rjemjen Stanislaw Melnykow (Finale) Jewhen Huzol Wolodymyr Burakow im Vorlauf außerdem: Myhaylo Knysh                             | 3:04,56    |
| 8     | Niederlande    | Joeri Moerman Bram Peters Dennis Spillekom Youssef el Rhalfioui                                                                           | 3:05,68    |

## Videolink
- ECH2012 Helsinki Day 5 Belgium 4x400m Relay Team (BEL), Interview, youtube.com, abgerufen am 25. Februar 2023